# Tobaccoland Automatengesellschaft
Die tobaccoland Automatengesellschaft mbH & Co. KG ist ein deutsches Tabak-Handelsunternehmen. Die Firma entstand 1998 durch die Abspaltung des Automatenbereiches der tobaccoland Großhandelsgesellschaft mbH & Co. KG, bevor diese zum 1. Januar 1999 mit der Lekkerland GmbH & Co. KG verschmolzen wurde. Der Firmensitz befindet sich in Mönchengladbach.

## Regionalzentralen
Es werden bundesweit vier Regionalzentralen (RZ) mit Crossdocks (CD) unterhalten
- RZ Nord Quickborn
  - CD Hatten bei Oldenburg
  - CD Lehrte bei Hannover
- RZ Ost Ludwigsfelde
  - CD Gerichshain bei Leipzig
  - CD Kavelstorf bei Rostock
- RZ Süd Friolzheim
  - CD Heidenheim an der Brenz
  - CD Karlsruhe
  - CD Freiburg im Breisgau
  - CD Weiterstadt bei Darmstadt
  - CD Oberschleißheim bei München
  - CD Feucht
- RZ West Mönchengladbach
  - CD Dülmen
  - CD Gummersbach im Bergischen Land

Insgesamt werden rund 860 Mitarbeiter beschäftigt. tobaccoland betreibt ca. 105.000 Zigarettenautomaten, aus denen 2005 mehr als 6,5 Mrd. Zigaretten verkauft wurden. Als weiteres Geschäftsfeld vertreibt tobaccoland Mobilfunkguthaben und Klingeltöne für Handy-Nutzer aus sogenannten e-Loading-Automaten, seit 2005 auch Prepaid-Guthaben für andere Anwendungen wie sichere Bezahlvorgänge im Internet. Der Jahresumsatz liegt über 1 Mrd. €. 
Komplementärin ist die tobaccoland Automaten-Beteiligungs-GmbH, Wien.
Kommanditisten sind die 
- Habet Handels-Beteiligungsgesellschaft mbH & Co. KG   (Gallaher Group)
- CGL Handel GmbH & Co. und die
- TL Süd Warenvertrieb GmbH & Co. KG.

## Kondomverkauf im Reichstagsgebäude
2011 bot die Firma in einem Automaten im Reichstagsgebäude neben Zigaretten auch Kondome an. Parlamentspräsident Norbert Lammert ließ die Präservative jedoch einige Tage später wieder entfernen. Eine Sprecherin Lammerts begründete dies mit einem angeblich vertragswidrigem Verhalten der Firma Tobaccoland. Diese sei lediglich befugt gewesen, die Automaten ausschließlich mit Tabakwaren zu bestücken.